# Club Atlético Samborondón
El Club Atlético Samborondón, popularmente conocido como CAS, es un club de fútbol con sede en cantón Samborondón, provincia del Guayas, Ecuador. Fue fundado el 15 de abril de 2018 y juega en la Segunda Categoría de Ecuador.
Está afiliado a la Asociación de Fútbol del Guayas.

## Historia

### Cambio de razón social a Club Atlético Samborondón
Participó en los torneos provinciales de Segunda Categoría desde el año de su fundación en 2018, en su primer año tuvo una buena primera fase al ganar los cinco partidos que disputó y en la segunda ronda fue eliminado por Guayaquil Sport. En 2019 mejor su campaña al avanzar hasta el cuadrangular final del torneo provincial y finalizar en el tercer puesto, en 2020 campeonato provincial se vio afectado por la pandemia de covid-19 y el club decidió no participar.
En 2021 llegó el primer título de campeón provincial, tras una gran campaña en las primeras rondas, en la final empató 1-1 en el tiempo reglamentario y derrotó en la tanda de penales a la filial de Barcelona, Toreros Fútbol Club. En los play-offs nacionales fue eliminado en primera ronda ante el Imbabura Sporting Club, posteriormente el club imbabureño ascendió a la Serie B de Ecuador.
En la temporada 2022 disputó la Copa Ecuador en la ronda de dieciseisavos de final ante Independiente del Valle, cayó derrotado 0-2 en el estadio de Fertisa. En el torneo provincial logró el bicampeonato de manera invicta, en 12 partidos ganó siete y empató cinco, la final la ganó 4-1 al Club Filanbanco. En los play-offs nacionales derrotó en la primera fase al Atlético Porteño de Santa Elena, en la segunda ronda derrotó a Santa Fe Sporting Club de Imbabura y fue eliminado en octavos de final por Grecia de Chone.

## Uniforme
Los colores y diseño del uniforme del club son principalmente el amarillo como predominante y el azul como secundario.
- Uniforme titular: amarillo, azul y verde.

- Uniforme alternativo: gris.

## Estadio
El estadio Alejandro Ponce Noboa es un estadio multiusos. Está ubicado en la avenida Pío Jaramillo Alvarado y calle Sixto Durán Barrera en el Sector Fertisa, perteneciente a la zona del Guasmo, en el sur de la ciudad de Guayaquil. Inaugurado en 1994, es usado mayoritariamente para la práctica del fútbol y tiene capacidad para 3500 espectadores.

## Jugadores

### Plantilla 2023
- Actualizado en 2023.

## Datos del club
- Temporadas en Segunda Categoría: 8 (2018-presente)
- Mejor puesto en la liga: 1.º (2 veces).
- Mayor goleada a favor en torneos provinciales:
  - 14-1 contra Atlético Milagro (5 de mayo de 2018).

## Palmarés

### Torneos provinciales
| Competición                        | Títulos     | Subcampeonatos |
| ---------------------------------- | ----------- | -------------- |
| Profesional                        |             |                |
| Segunda Categoría del Guayas (2/0) | 2021, 2022. |                |